# Kloster L’Étoile
Das Kloster L’Étoile (Stella) ist eine ehemalige Zisterzienserabtei in der Gemeinde Archigny im Département Vienne, Region Nouvelle-Aquitaine, in Frankreich, an einem Zufluss des Flüsschens Ozon. Das Kloster liegt rund 27 Kilometer südöstlich von Châtellerault und 35 Kilometer östlich von Poitiers.

## Geschichte

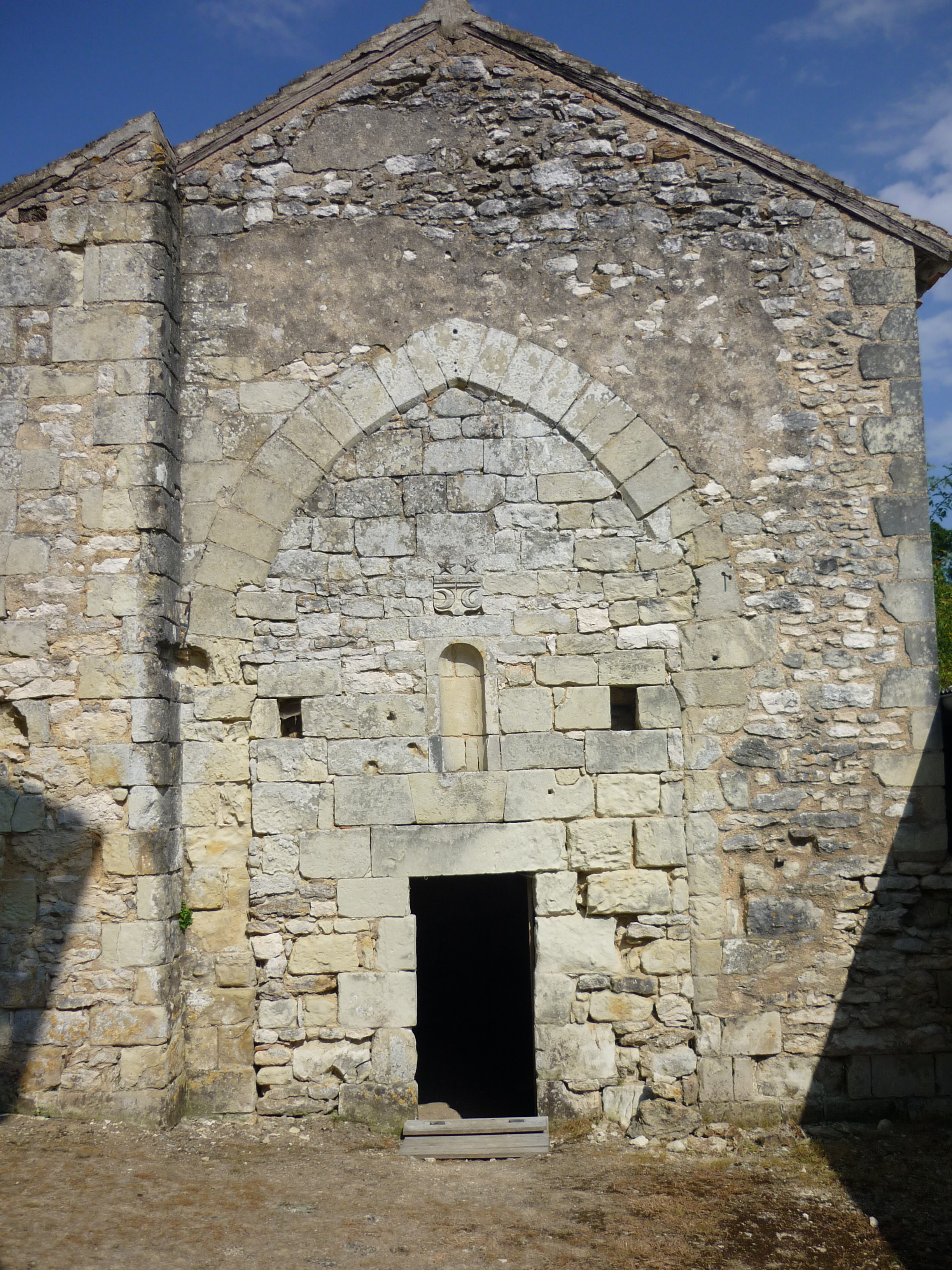
Kapelle am ehemaligen südlichen Querhaus

Das Kloster wurde im Jahr 1124 bei einer jedenfalls seit 1117 in dem zunächst Font-à-Chaux genannten Ort bestehenden Einsiedelei des Isembaud de l’Étoile von Guy de Cenuis gegründet. Eine Zustiftung erfolgte durch den Abt des Benediktinerklosters Fontgombault, von dem das Kloster zunächst abhing. 1145 schloss es sich als Tochterkloster der Primarabtei Pontigny dem Zisterzienserorden an. Die Abtei blühte bis in die Mitte des 14. Jahrhunderts, geriet dann aber, insbesondere im Hundertjährigen Krieg und in den Religionskriegen, in Verfall. Im 15. Jahrhundert wurde die Abtei unter Abt Jean Choppelin wiederaufgebaut. Schon vom Beginn des 17. Jahrhunderts an wurde die Abtei bis in die zweite Hälfte des 18. Jahrhunderts wieder von Regularäbten (unter ihnen Jérôme Petit und Jean-Bernard de Cerizay du Teillé) geleitet, was in dieser Zeit, in der in Frankreich die Kommende vorherrschte, außergewöhnlich war. Der vorletzte Abt (Kommendatarabt), der Kanadier Joseph Lacorne de Chapt, siedelte in der Umgebung Flüchtlinge aus Akadien an. Im Jahr 1789 lebte nur noch ein Mönch in dem Kloster, das 1791 während der Französischen Revolution der Auflösung und dem anschließenden Verkauf als Nationalgut verfiel und in der Folge landwirtschaftlich genutzt wurde. Das Querhaus und die Gewölbe der Kirche stürzten ein und das Kirchenschiff diente lange Zeit als Scheune. Im 20. Jahrhundert endete der Verfall.
Die Abtei besaß zwei bedeutendere Grangien: Graillé und Aigues-Joignant, sowie mehrere Meiereien, nämlich L’Épine, Chenu, la Grange-Neuve, la Marnière, le Petit-Nieuil und Cours-du-Pré.

## Bauten und Anlage

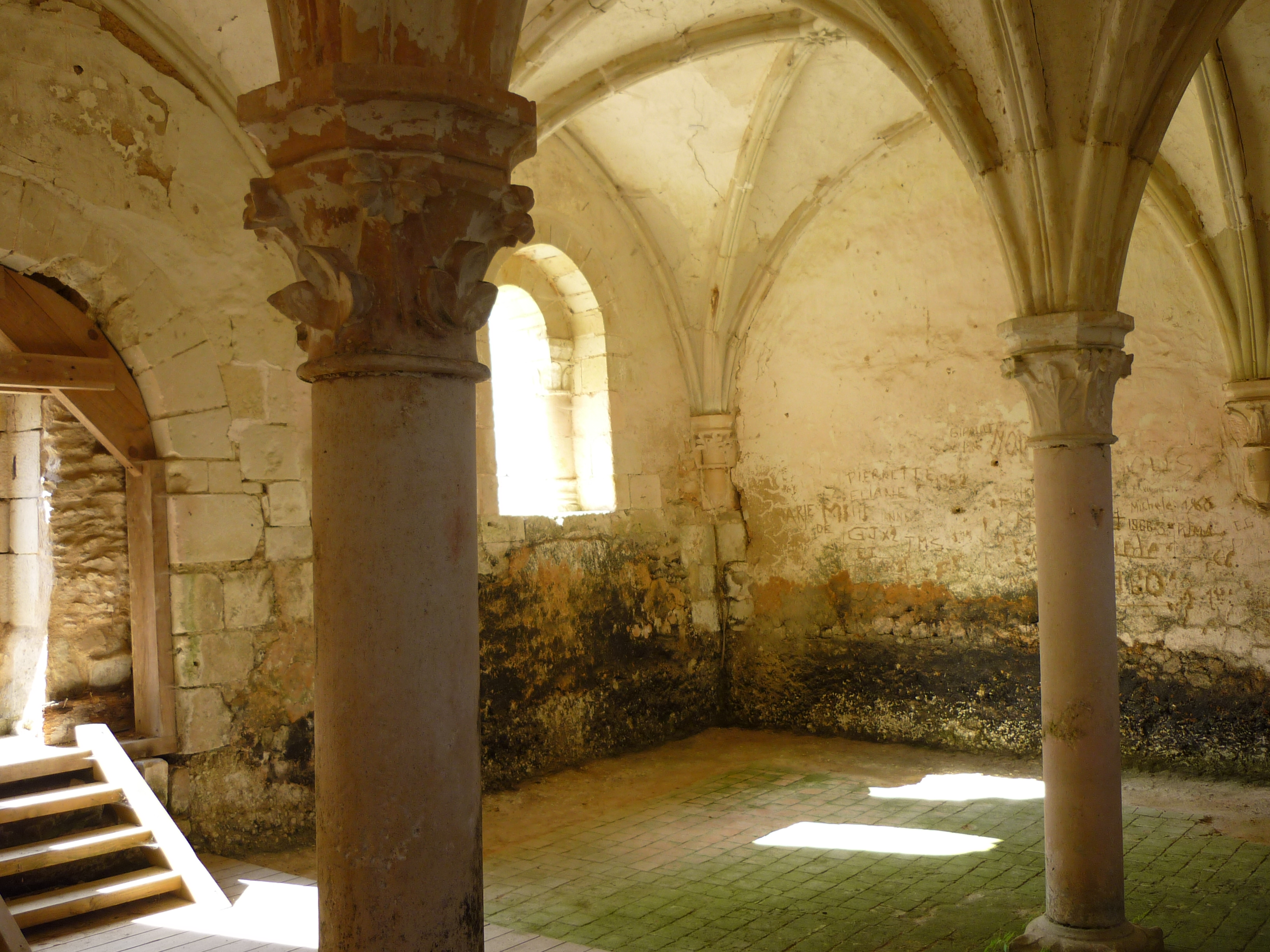
Der Kapitelsaal

Von der in der zweiten Hälfte des 12. Jahrhunderts unter Abt Isaac de l’Étoile errichteten Anlage sind die Sakristei, die Wände des im 12. Jahrhundert im gotischen Stil überarbeiteten Kapitelsaals, eine Kapelle am südlichen Querhaus und die Fundamente des Langhauses der Kirche sowie die Struktur des Konversenhauses erhalten.
Die Kirche ist ohne die Querhäuser und den Chor bis über die Höhe der Fenster erhalten. Das ursprünglich wohl dreischiffige Langhaus wurde im 15. Jahrhundert einschiffig erneuert. Erhalten hat sich weiter die innere der Seitenkapellen des rechten (südlichen) Querschiffs. Auch die spitztonnengewölbte Sakristei und der später kreuzgratgewölbte Kapitelsaal mit zwei Säulen sind in ihrer gotischen Gestalt erhalten. Das Parlatorium wurde 1670 zu einem Durchgang in den Garten umgebaut. Südlich schließt sich der Karzer an. Die Galerien des südlich der Kirche gelegenen Kreuzgangs sind verschwunden. Das Refektorium, von dem nur Reste erhalten sind, stand senkrecht zum Südflügel des Kreuzgangs.  Der Konversentrakt im Westen basiert noch auf der Anlage des 12. Jahrhunderts, wurde aber mehrfach umgebaut. Der Südteil wurde seit dem 15. Jahrhundert als Abtshaus eingerichtet.
1915 wurde ein Teil der Gebäude zum Monument historique erklärt, 1991 die gesamte Anlage. Die Konventsgebäude wurden von der Gemeinde Archigny übernommen und ab 1990 restauriert. Die frühere Mühle dient als Besucherzentrum.